# GSAT-11
O GSAT-11 é um satélite de comunicação geoestacionário indiano que está localizado na posição orbital de 74 graus de longitude leste. Ele foi construído e também operado pela Organização Indiana de Pesquisa Espacial (ISRO). O satélite tem como objetivo fornecer serviços avançados de telecomunicações e de DTH para o país. O satélite foi baseado na plataforma I-4K (I-4000) Bus e sua expectativa de vida útil é de 15 anos.

## Lançamento
O satélite foi lançado com sucesso ao espaço em 4 de dezembro de 2018, às 20:37 UTC, por meio de um veículo Ariane 5 ECA a partir do Centro Espacial de Kourou, na Guiana Francesa, juntamente com o satélite GEO-KOMPSAT 2A. Ele tinha uma massa de lançamento de 5.725 kg.

## Capacidade e cobertura
O GSAT-11 está equipado com 40 transponders em banda Ku ele também leva transponders em banda Ka, para fornecer cobertura para todo o país, incluindo às ilhas Andaman e Nicobar. Ele está configurado com dois grandes painéis solares gerando 11 kW de potência.